# Krzysztof Franciszek Szczygieł
Krzysztof Franciszek Szczygieł (ur. 26 marca 1929 w Mielcu  – zm. 10 listopada 2010 w Krakowie) – ksiądz Archidiecezji Krakowskiej, profesor nauk humanistycznych, lekarz, teolog, harcmistrz.

## Życiorys

### Lekarz
W 1954 ukończył studia medyczne na Wydziale Lekarskim Akademii Medycznej w Krakowie. W latach 1959–1961 główny chirurg wojskowej dywizji pancernej Pomorskiego Okręgu Wojskowego w randze kapitana WP. W 1962 obronił pracę doktorską „Wyniki leczenia chirurgicznego nowotworów tkanek miękkich” (promotor: prof. dr hab. med. Jan Oszacki). Był członkiem Towarzystwa Chirurgów Polskich w latach 1962-1985 i Zespołu Badań Nowotworów Światowej Organizacji Zdrowia (WHO) w Genewie i w Mediolanie (1965-1980). W 1980 roku habilitował się pracą „Czynniki prognostyczne u chorych na melanoma malignum”.

### Kapłan i teolog
21 września 1985 przyjął święcenia kapłańskie. W 1987 został docentem na Wydziale Filozoficznym PAT. W latach 1988–2000  był dyrektorem Międzywydziałowego Instytutu Bioetyki PAT. Od roku 1993 Członek Komisji Etyki Lekarskiej Polskiej Akademii Umiejętności w Krakowie. W 1994 został profesorem bioetyki na Wydziale Filozoficznym PAT. W roku 1998 otrzymał tytuł profesora zwyczajnego nauk humanistycznych Uniwersytetu Papieskiego Jana Pawła II.

### Instruktor harcerski
Harcmistrz Związku Harcerstwa Rzeczypospolitej, członek Rady Naczelnej ZHR w latach 1999-2003. Od 2000 roku powołany na funkcję Archidiecezjalny Duszpasterza Młodzieży Harcerskiej.

## Publikacje
Był autorem licznych prac z dziedziny medycyny, filozofii, i teologii, m.in.:
Publikacje bioetyczne
- Koncepcja medycyny pastoralne św. Józefa Sebastiana Pelczara, Święty Józef Sebastian Pelczar (1842-1924). Rector Uniwersytetu Jagiellońskiego i Biskup Przemyski. Wydawnictwo Naukowe PAT, Kraków 2005, s. 533-537.
- Zgoda pacjenta, Encyclopedia Bioetyki. Personalizm chrześcijański. Głos Kościoła, red. A. Muszala, Polskie Wydawnictwo Encyklopedyczne POLWEN, Radom 2005, s. 518-521.
- Tajemnica lekarska, Encyclopedia Bioetyki. Personalizm chrześcijański. Głos Kościoła, red. A. Muszala, Polskie Wydawnictwo Encyklopedyczne POLWEN, Radom 2005, s. 452-453.
- Troska o życie, Archidiecezja krakowska na przełomie tysiącleci, Wydawnictwo Naukowe PAT, Kraków 2004, s. 415-419.
- Bioetyka a nauki szczegółowe, Servo Veritas. Materiały Międzynarodowej Konferencji dla uczczenia 25-lecia pontyfikatu Jego Świętobliwości Jana Pawła II. Kraków: Uniwersytet Jagielloński, 9-11 października 2003, Wydawnictwo Naukowe PAT, Kraków 2003, s 633-637
- Opieka paliatywna i terminalna alternatywą eutanazji, Podstawy i zastosowania bioetyki, red. T. Biesaga, Wydawnictwo Naukowe PAT, Kraków 2001, s. 149-152.
- Moralne granice eksperymentu medycznego, Podstawy i zastosowania bioetyki, red. T. Biesaga, Wydawnictwo Naukowe PAT, Kraków 2001, s. 113-117.
- Rola bioetyki we współczesnej nauce, Podstawy i zastosowania bioetyki, red. T. Biesaga, Wydawnictwo Naukowe PAT, Kraków 2001, s. 95-98.
- Moralne granice badań genetycznych, Medycyna Wieku Rozwojowego, III (1999) Suplement do Nr 3, s. 63-65.
- Wybrane zagadnienia z etyki medycznej w świetle postępu genetyki, Medycyna i prawo: Za czy przeciw życiu?  Materiały z sympozjum zorganizowanego w 50 rocznice uchwalenia przez Organizacje Narodów Zjednoczonych Powszechnej Deklaracji Praw Człowieka (Warszawa-Lublin-Kraków 30 XI – 5 XII 1998), red. E. Sgreccia, T. Styczeń, J. Gula, C. Ritter, KUL, Lublin, 1999, s. 123-126.
- Selected Problems of Medical Ethics in the Light of Progress in Genetics, Medicine and Law For or Against Life?, Libreria Editice del Vaticana, 1998.
- W trosce o życie. Wybrane dokumenty Stolicy Apostolskiej, Biblos, Tarnów, 1998.

Publikacje medyczne
- Postępowanie z okolicznymi węzłami chłonnymi u chorych na czerniaka skóry kończyn, Nowotwory XXIX (1979)3, s.223-230.
- Czynniki prognostyczne u chorych na czerniaka złośliwego, Nowotwory XXVII (1977)4, s.295-301.
- Comparative evaluation of three combination regimens for advanced malignant melanoma: results of international comparative study, Cancer Treatment Reports 60 (1976) 1, współautorzy: G.Beretta, et coll.
- Porównanie niektórych cech morfologicznych i klinicznych czerniaka złośliwego skóry u chorych z długim i krótkim przeżyciem, Nowotwory XXVI (1976)3, s.177-183, współautorzy: K. Smolak, J. Iwaszczyszyn, J. Mituś, A. Lewandowski.
- Preliminary results of an international trial of prophylactic lymph node dissction in melanoma, Proc. XI International Cancer Congress Florence 1974, Excerpta Medica, Amsterdam 1975, vol.6, s.99-102.
- Clinical Oncology. A manual for students and doctors, edited by the Commitee on Professional Education of UICC International Union Against Cancer, Springer Vergal, Berlin 1973.

Inne publikacje
- Wychowanie metoda harcerską, Sosnowieckie Studia Teologiczne, 1997, s. 209-217.

## Odznaczenia
- Zasłużony dla Papieskiej Akademii Teologicznej, w Krakowie.